# Старобелогорка
Старобелогорка — село в Новосергиевском районе европейской части Оренбургской области Российской Федерации. Административный центр и единственный населённый пункт Старобелогорского сельсовета.

## Население
| 2010 | 2012 | 2013 | 2014 | 2015 | 2016 | 2017 |
| ---- | ---- | ---- | ---- | ---- | ---- | ---- |
| 881  | ↘835 | ↘820 | ↘815 | ↘804 | ↘783 | ↘780 |
| 2018 | 2019 | 2020 | 2021 |      |      |      |
| ↘757 | ↘738 | ↘721 | ↘697 |      |      |      |

Исторически село условно разделено на «Татарскую» и «Русскую» стороны, по национальному и религиозному составу населения. Большинство жителей села составляют татары, также проживают русские, башкиры, украинцы и узбеки. Наблюдается ежегодный отток населения.

## География
Старобелогорка окружена холмами, так как село находится на водоразделе бассейнов рек Волга и Урал, который также называется Общий Сырт, представляя собой кампанский ярус меловых отложений, благодаря которым Старобелогорка и Новая Белогорка (село Сорочинского района Оренбургской области) получили свои названия.
Вокруг села протекают две реки: Самара, являющаяся притоком Волги, и Иртек, исток которой находится в 6 километрах от Старобелогорки, принадлежащей бассейну Урала.

## Транспорт
С автомагистралью М5 (участок «Самара — Оренбург»), которая расположена северо-восточнее села, Старобелогорку соединяет грейдерная дорога длиною порядка 25 километров. Состояние дорожного покрытия создаёт определённые трудности для местных жителей.
Ближайшая железнодорожная станция «Новосергиевка» находится в 30 километрах к востоку от села. Есть возможность добраться до Оренбурга, Бузулука, Сорочинска, Переволоцкого и Тоцкого на пригородном поезде или до Москвы, Самары, Орска, Ташкента, Челябинска, Бишкека, Пензы и Рязани на поездах дальнего следования.
В 160 километрах восточнее Старобелогорки находится ближайший международный аэропорт федерального значения «Оренбург Центральный имени Ю. А. Гагарина», при помощи которого осуществляется регулярное авиасообщение с Москвой (Шереметьево, Домодедово) (8 рейсов в сутки), Санкт-Петербургом (Пулково) (1 рейс в сутки), Новосибирском (Толмачёво) (2 рейса в неделю) и другими городами России и ближнего зарубежья.

## Инфраструктура
В Старобелогорке существует медицинский пункт. В центре «Татарской» стороны расположена мусульманская суннитская мечеть, а в центре «Русской» — христианская православная церковь. Также в селе есть средняя школа. На территории школы имеется универсальный школьный спортивный стадион. В центре села расположена администрация Старобелогорского сельсовета, общественная библиотека, клуб, зал торжеств и таксофон. Имеются памятники участникам Великой Отечественной войны и Гражданской войны. По территории села разбросаны несколько продуктовых и бытовых магазинов.
Вокруг села находятся несколько сельскохозяйственных угодий, инфраструктура для зерновой деятельности и развода крупного рогатого скота. Также ведётся активная добыча исчерпаемых природных ресурсов: известняковой породы на местном карьере и нефти на расположенной в 10 километрах от села станции.